# 정조 어제 채제공 뇌문비
정조 어제 채제공 뇌문비(正祖 御製 蔡濟恭 誄文碑)는 대한민국 경기도 용인시 처인구 역북동, 채제공선생묘에 있는 조선시대에 만들어진 뇌문비이다. 1978년 11월 10일 경기도의 유형문화재 제76호로 지정되었다.

## 개요
뇌문비는 뇌문, 즉 왕이 신하의 죽음을 애도하며 손수 그의 공적을 찬양하는 글을 적어 보낸 조문 형식의 글을 새겨놓은 비로, 이 비는 조선 후기의 문신인 채제공(1720∼1799)의 공적을 기리고 있다.
채제공은 영조 19년(1743) 문과에 급제한 후, 암행어사를 지냈으며 도승지·병조판서·평안도 관찰사를 거쳐 우의정·좌의정·영의정을 지낸 인물이다. 10여년을 재상으로 있는 동안 여러 분야에 걸쳐 왕을 보필하였다. 정조의 총애를 받았던 그의 묘 앞에 평생동안의 업적을 기록한 신도비가 없는 것은 그가 죽은 뒤 그의 후손인 남인이 정치권에서 밀려났기 때문으로 보인다.
비는 묘소의 오른쪽에 건립된 비각 안에 있으며, 네모난 받침돌 위에 비몸을 세우고, 지붕돌을 얹었다. 비문을 쓴 사람이 정확히 밝혀지지 않았지만, 비문은 정조 임금의 필체로 보이며 비의 명칭은 허목의 글씨체로 짐작된다.
정조 23년(1799)에 세운 비이다.

## 명칭 변경
당초 문화재 지정 명칭은 '채제공 선생 뇌문비'이었으나, 정조가 채제공의 죽음을 기리며 지은 비문이나 채제공 선생이 지은 비문으로 오해할 수 있어 '정조 어제 채제공 뇌문비'로 명칭이 변경되었다.

## 같이 보기
- 채제공
- 채제공선생묘 - 경기도 기념물 제17호

## 참고 자료
- 정조 어제 채제공 뇌문비 - 국가유산청 국가유산포털